# Ludescher István
Ludescher István (Nagykároly, 1941. szeptember 15. –) romániai magyar politikus. Nagybánya volt alpolgármestere.

## Életrajz
1941. szeptember 15-én született Nagykárolyban. A Temesvári Műszaki Egyetem Elektrotechnikai Karán végzett 1965-ben. Szakmai pályafutását – 1965–2000 között – a volt Phönix RT-ben főenergetikusként kezdte. Nagybányán él kétgyermekes családjával.

## Politikai tevékenysége
1989 után RMDSZ alapító tag, 1990–2000 között helyi önkormányzati képviselő, 2000-től Nagybánya alpolgármestere, 1997–2012 között területi RMDSZ-elnök, 1997-től SZKT-tag.
Számos civil szervezetben tevékenykedik, a Németh László Alapítvány alapító tagja, 2003-tól elnöke, kuratóriumi tagja a Nagybányai Képzőművészeti és Kulturális Egyesületnek, a Lendvay Márton Alapítványnak, tagja a Máramarosi Magyar Vállalkozók Egyesületének.